# Arte fantastica

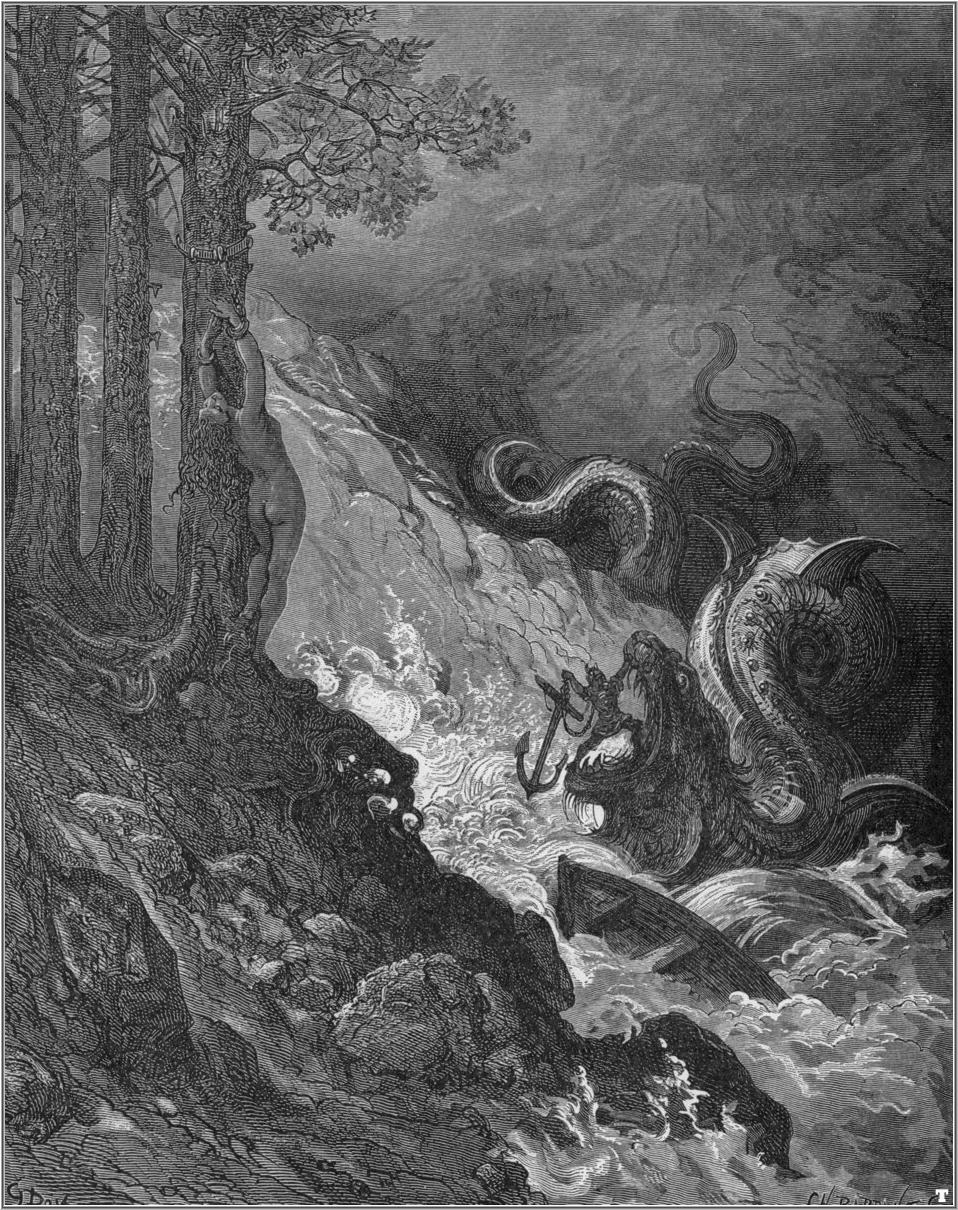
Illustrazione fantastica di Gustave Doré dellOrlando Furioso
Orlando sconfigge un mostro marino

L'arte fantastica è un genere d'arte. Tradizionalmente è stato per lo più ristretto al campo della pittura e dell'illustrazione, ma dagli anni settanta del XX secolo si è esteso sempre di più anche al campo della fotografia. 
L'arte fantastica esplora la fantasia, l'immaginazione, il sogno, le grottesche e strane visioni. Condivide spesso con il simbolismo la scelta di temi come la mitologia, l'occultismo e il misticismo, ed in  genere cerca di descrivere la vita interiore.
La fantasia è stata parte integrante di quest'arte fin dai suoi inizi, ma è stata particolarmente importante nel manierismo, nell'arte romantica,  nel simbolismo, nel surrealismo, nella corrente del realismo magico e nel lowbrow. 

Al periodo manierista è da ascrivere la realizzazione del Parco dei Mostri di Bomarzo, singolare esempio di scultura e di architettura fantastica. C'è una profonda e stretta interazione con la letteratura fantasy.
In francese, il genere è definito con il termine "fantastique", in inglese visionary art, grotesque art o mannerist art. 